# Vikter Duplaix
Vikter Duplaix (Filadelfia, 14 ottobre 1969) è un cantautore, produttore discografico, disc jockey e polistrumentista statunitense.

## Biografia
Gli esordi artisti sono stati come cantante soul tradizionale: essendo cresciuto a Filadelfia e Augusta, Georgia, ha cantato nei cori della chiesa, per poi intraprendere il lavoro di programmatore delle tracce di batteria mentre lavorava in uno studio discografico di Philadelphia.
Per tutta la seconda metà degli anni novanta e i primi duemila ha collaborato alla realizzazione dei dischi di diversi artisti tra cui Erykah Badu, Musiq Soulchild, Eric Benet e Jaguar Wright, collaborando anche con DJ Jazzy Jeff e Kenny Gamble, che furono fondamentali per la sua formazione.
Nel frattempo, una collaborazione con King Britt (insieme al quale realizzò il progetto Scuba con il brano Swell (1998) lo portò poi a immergersi nella musica house, realizzando diversi singoli suonati nei club e pubblicando nel 2002 il suo album di esordio International Affair (per la Hollywood Records, uscito a fine anno in Europa e nei primi mesi del 2003 negli Stati Uniti) e il disco di remix DJ-Kicks (Studio !K7).
È stato candidato a un Grammy Awards nel 2008 nella categoria "Best Urban/Alternative Performance" per il brano Make a Baby, tratto dal suo secondo album di inediti Bold and Beautifull pubblicato nel 2006 dalla BBE.

## Discografia

### Album in studio
- 2002 - International Affairs (Hollywood Records)
- 2006 - Bold and Beautiful (BBE)

### Raccolte
- 2004 - Singles (Prelude to the Future) (Studio !K7)

### Album di remxi
- 2002 - DJ-Kicks (Studio !K7)

## Premi e riconoscimenti

### Candidature
2008
- Grammy Awards nella categoria "Best Urban/Alternative Performance" per il brano Make a Baby.[2]